# Strada statale 523 del Colle di Cento Croci
La strada statale 523 del Colle di Cento Croci (SS 523) è una strada statale italiana che collega la Riviera ligure con la provincia di Parma.

## Percorso

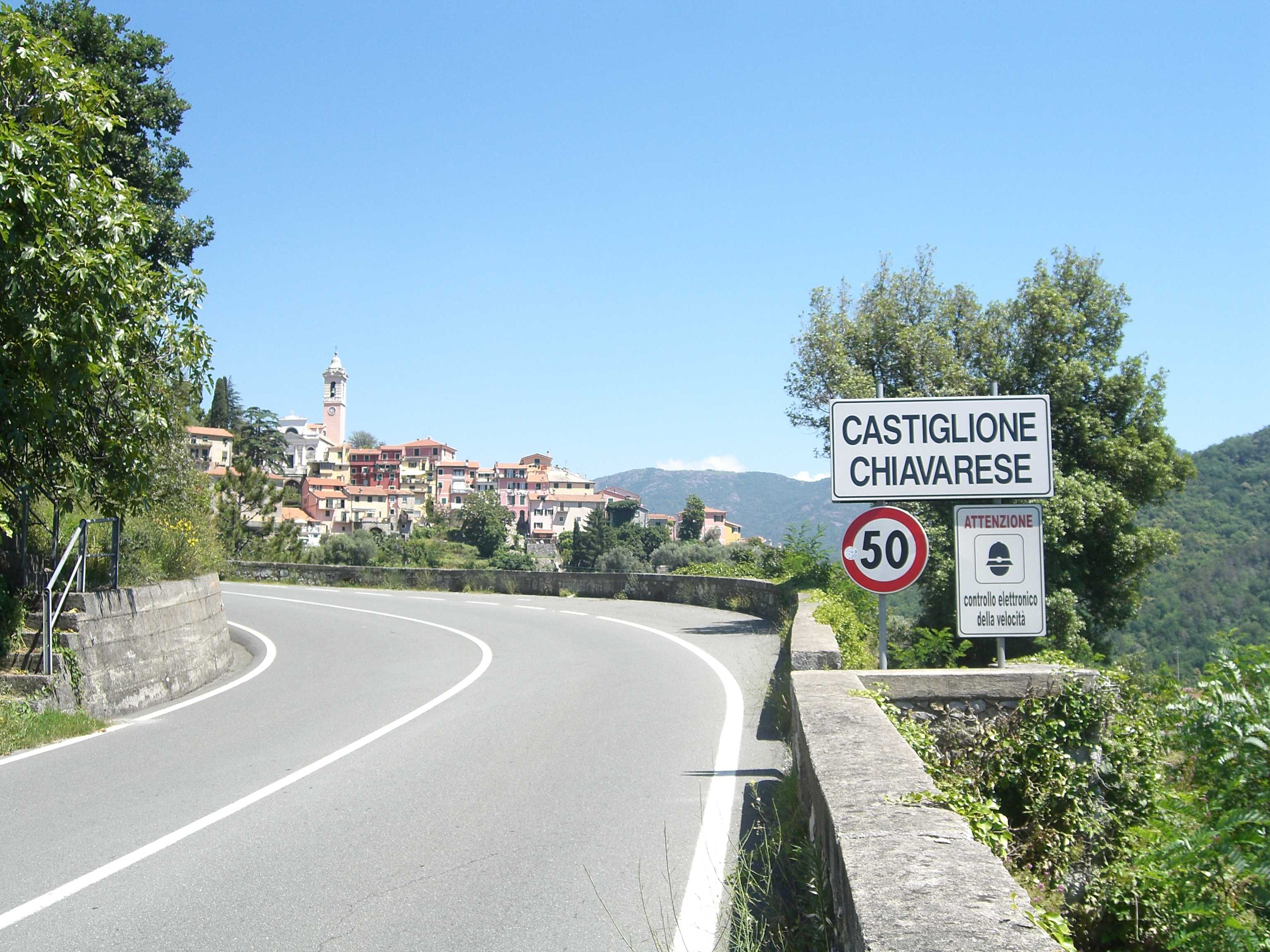
La provinciale 523 nei pressi dell'abitato di Castiglione Chiavarese (Genova).

La strada ha origine presso l'abitato di Berceto, in provincia di Parma, in corrispondenza con la strada statale 62 della Cisa, dove dapprima scende in località Ghiare di Berceto e poi s'inerpica lungo la valle del Taro in direzione dei contrafforti appenninici. Supera l'abitato di Borgo Val di Taro fino a giungere al Passo di Centocroci a quota 1.055 metri s.l.m. che segna il confine tra Emilia-Romagna (Provincia di Parma) e Liguria (Provincia della Spezia).
Discendendo, la strada giunge a Varese Ligure, centro della val di Vara e capoluogo della "valle del biologico". Lasciato l'abitato il percorso segue per pochi chilometri il fiume Vara, fino a giungere a San Pietro Vara, da dove si diparte la strada provinciale 566 di Val di Vara (che raggiunge Brugnato e Borghetto di Vara).
Il percorso prosegue verso la riviera passando per il territorio del comune di Maissana, e precisamente per la località di Torza, dove la strada fiancheggia il torrente omonimo. La strada percorre poi la galleria "Madonna della Guardia" posta sul confine tra la provincia della Spezia e la città metropolitana di Genova. Prima che all'inizio degli anni ottanta del Novecento venisse inaugurata questa galleria, il percorso si inerpicava sul sovrastante colle di Velva, dove si trova il santuario della Madonna della Guardia. In questo tratto si immette nella 523 la strada provinciale del Valico della Mola, antichissima via di transito dal mar Ligure sino ai contrafforti dell'Appennino ligure. Dopo la galleria, la strada entra nel comune di Castiglione Chiavarese, attraversa i centri abitati di Missano e di Castiglione, discende verso valle e prosegue lungo la val Petronio, supera Casarza Ligure e giunge infine a Sestri Levante, nel Tigullio, dove confluisce nella strada statale 1 Via Aurelia, su cui si può proseguire verso La Spezia o verso Genova. L'attraversamento urbano di Casarza Ligure può essere evitato grazie ad un percorso alternativo, sulla sponda opposta del torrente Petronio, che è però completato solo nella sua prima parte, inaugurata ad inizio 2009.
In seguito al decreto legislativo n. 112 del 1998, dal 2001 la gestione del tratto emiliano è passata dall'ANAS alla Regione Emilia-Romagna, che ha provveduto al trasferimento dell'infrastruttura al demanio della Provincia di Parma; la gestione del tratto ligure è passata dall'ANAS alla Regione Liguria, che ha provveduto al trasferimento dell'infrastruttura al demanio della Provincia della Spezia e della Provincia di Genova per le tratte territorialmente competenti. Il 1º gennaio 2015 il tratto genovese è stato trasferito alle competenze della Città metropolitana di Genova, che ha sostituito la Provincia negli stessi territori.
Dal 1º agosto 2018 solamente in Liguria la strada è tornata di competenza ANAS nell'ambito del piano Rientro Strade. Dal 7 aprile 2021 anche il tratto emiliano è tornato di competenza ANAS.